# 2899 Runrun Shaw
A 2899 Runrun Shaw (ideiglenes jelöléssel 1964 TR2) a Naprendszer kisbolygóövében található aszteroida. A Bíbor-hegyi Obszervatórium fedezte fel 1964. október 8-án.